# Prietržka
Prietržka (em húngaro: Kispetrős) é um município da Eslováquia, situado no distrito de Skalica, na região de Trnava. Tem 4,7 km² de área e sua população em 2018 foi estimada em 515 habitantes.

## Demografia
| Ano:        | 1994 | 2004   | 2014   | 2024    |
| ----------- | ---- | ------ | ------ | ------- |
| Broj ljudi: | 426  | 452    | 487    | 557     |
| Razlika:    |      | +6,10% | +7,74% | +14,37% |

| Ano:               | 2023 | 2024   |
| ------------------ | ---- | ------ |
| Número de pessoas: | 550  | 557    |
| Diferença:         |      | +1,27% |